# ソパス
ソパス(Sopas)は、フィリピン料理の一つで、マカロニの入ったスープである。エルボマカロニ、様々な野菜や肉（通常は鶏肉）と無糖練乳を含むクリーミーな出汁で作る。フィリピンのコンフォート・フードと考えられており、寒い日の朝食や病人の食事として食べられる。

## 起源
アメリカ合衆国のチキンヌードルスープと似た料理であり。アメリカ合衆国による占領期間に持ち込まれた。料理名は、タガログ語で単に「スープ」という意味である。

## 作り方

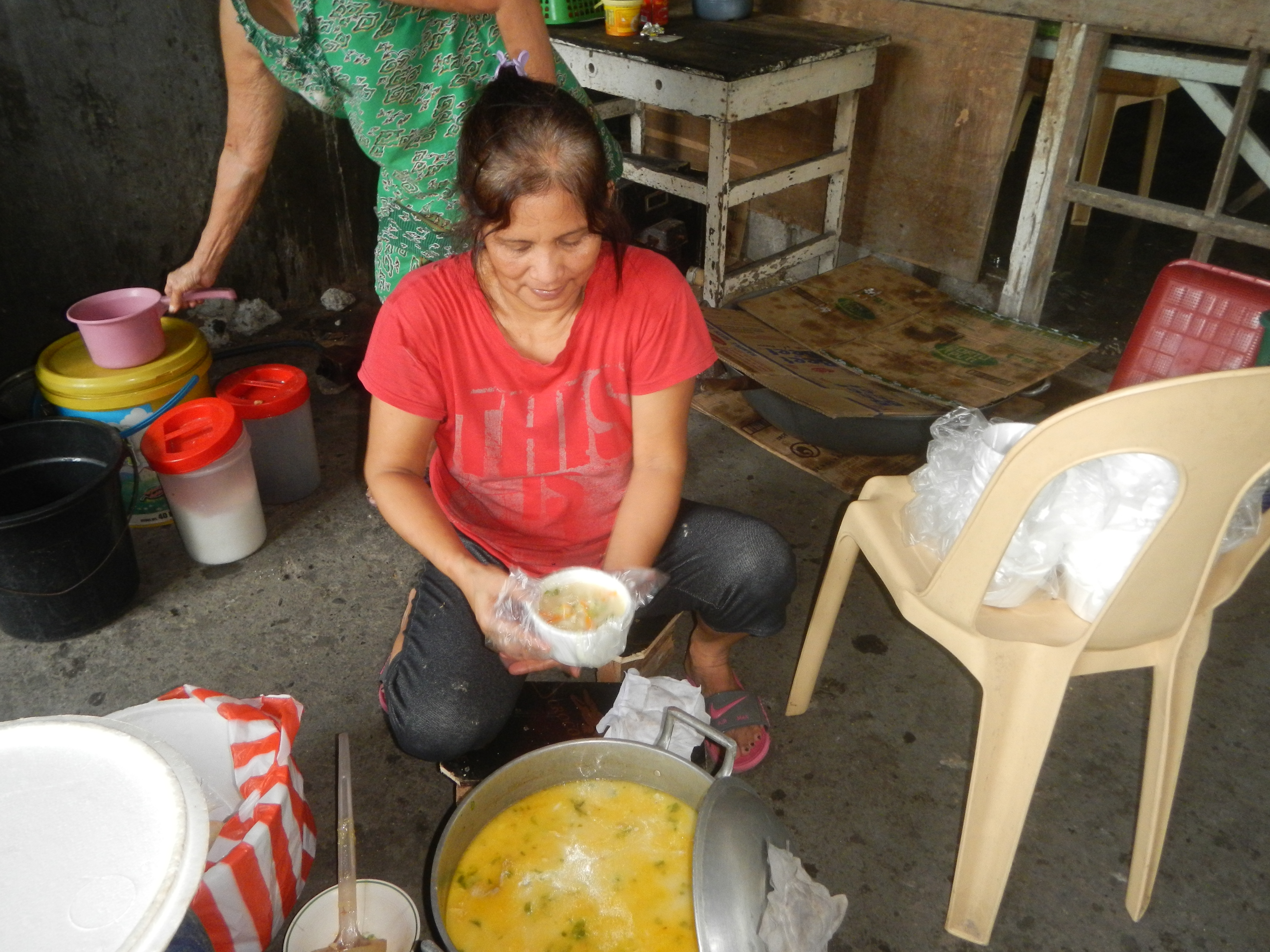
ブラカン州のソパス売り

ソパスの調理は比較的簡単である。最初に柔らかくなるまで肉を茹でる。通常鶏肉を用いるが、牛肉や、稀に豚肉、七面鳥等を用いることもある。残り物の肉や、コンビーフのような加工肉を用いることもある。肉が柔らかくなったら一度取り出し、骨を除いて刻むことが多いが、そのまま用いるレシピもある。茹で汁は、後に使うために取っておく。その後、ニンニクとタマネギをバターで短時間ソテーし、茹で汁を加えて煮込む。
みじん切りにした様々な野菜を加えて、柔らかくなるまで煮込む。もっともよく用いられるのは、ニンジンとセロリである。荒く切ったキャベツも良く用いられ、完成する直前に加える。みじん切りにしたジャガイモ、グリーンピース、サヤインゲンや芹菜を加えることもある。野菜を全く加えないで作ることもある。
エルボマカロニは、みじん切りにしたフランクフルト、ヴィーナー・ヴュルストヒェン、ハム等と一緒に、最後に加える。マカロニは、アルデンテになるまで加熱する。食塩と黒コショウで味を整え、火から下ろした後で無糖練乳を加える。温めて提供し、通常、刻んだスキャリオンを散らす。
マカロニが水分を吸収し、時間を経るとともにねっとりし、膨張するため、通常作ってすぐに食べる。
調理手順は変わりうる。マカロニを調理の間茹で続け、粥状にするレシピもある。他に、骨付きのまま作るものや、肉を刻まず、ニンニクとタマネギと一緒にソテーして焦げ目をつけることもある。また、出汁を用意するのではなく、市販のブイヨンキューブを使って短時間で作ることもできる。鶏肉の代わりにコンビーフを使った場合は安価にでき、その場合は下茹でする必要もない。